# Гижга (приток Северного Кондаса)
Гижга — река в России, протекает по Усольскому району Пермского края. Правая составляющая реки Северный Кондас (левая — Галя). Длина реки составляет 22 км. В 13 км от устья впадает левый приток Малая Гижга.
Исток реки в болотах в 11 км к юго-западу от деревни Щёкино. Исток находится на водоразделе Кондаса и Уролки (рядом с истоком Гали находится исток реки Баская, приток Уролки. Река течёт на юго-восток и восток по лесному массиву, протекает деревни Загижга и Сороковая. Притоки — Руднева, Сырчаг (правые); Малая Гижга, Трезубовка (левые). Сливается с Галей, образуя Северный Кондас, у деревень Рассохи и Трезубы.

## Данные водного реестра
По данным государственного водного реестра России, относится к Камскому бассейновому округу, водохозяйственный участок реки — Кама от города Березники до Камского гидроузла, без реки Косьва (от истока до Широковского гидроузла), Чусовая и Сылва, речной подбассейн реки — бассейны притоков Камы до впадения Белой. Речной бассейн реки — Кама.
Код объекта в государственном водном реестре — 10010100912111100007567.